# Noorse-esdoornvouwmot
De noorse-esdoornvouwmot (Phyllonorycter joannisi) is een vlinder uit de familie mineermotten (Gracillariidae). De wetenschappelijke naam is voor het eerst geldig gepubliceerd in 1936 door Le Marchand.
De soort komt voor in Europa.